# L'Enfant au tambour
 (février 2023).
Si vous disposez d'ouvrages ou d'articles de référence ou si vous connaissez des sites web de qualité traitant du thème abordé ici, merci de compléter l'article en donnant les références utiles à sa vérifiabilité et en les liant à la section « Notes et références ».
Pour les articles homonymes, voir Tambour.

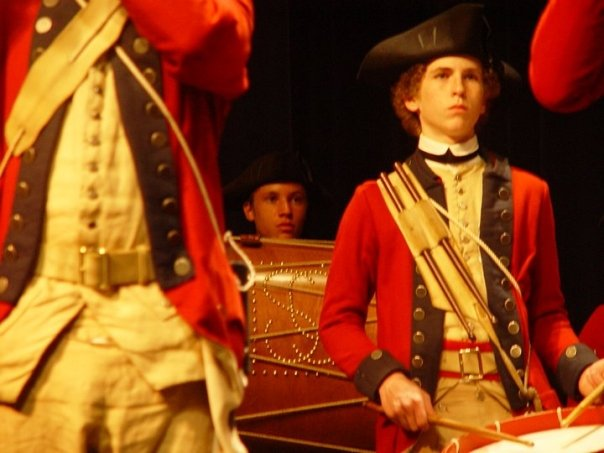
Des musiciens.

The Little Drummer Boy (Le Petit Enfant au tambour), originellement Carol Of The Drum (Chant du tambour), est un chant de Noël composé par Katherine Kennicott Davis en 1941 d'après une source traditionnelle tchèque. Il est enregistré pour la première fois en 1951 par les Trapp Family Singers, puis popularisé par un enregistrement de 1958 de la chorale de Harry Simeone (en). Il a fait l'objet de plus de deux cents traductions et interprétations et est connu dans les pays francophones sous le titre L'Enfant au tambour. Cette chanson est reprise par les Jackson 5 sur leur album Christmas Album en 1970.
Les paroles racontent comment un jeune garçon, transporté devant la scène de la Nativité par les Rois mages, n'ayant pas de cadeau pour l'Enfant Jésus, lui joue de son tambour avec l'approbation de Marie.

## Adaptations en français
The Little Drummer Boy a été adapté en français sous le nom L'Enfant au tambour en trois versions :
La plus connue, dont le texte est signé de Georges Coulonges, est celle qui, d'abord interprétée en 1960 par Les Barclay et aussitôt reprise par les Petits Chanteurs à la croix de bois, est popularisée par Nana Mouskouri en 1965 et reprise ultérieurement par Jairo, Roch Voisine, Eva Avila, ou encore Isabelle Boulay.
La seconde version, sans rapport avec les paroles de Georges Coulonges, a été interprétée par Sacha Distel en 1967 dans un album intitulé Noël.
La troisième, plus fidèle au texte original, interprétée par le groupe Glorious, est parue le 26 décembre 2020.